# Hidvégardó
Hidvégardó ist eine ungarische Gemeinde im Kreis Edelény im Komitat Borsod-Abaúj-Zemplén.

## Geografische Lage
Hidvégardó liegt unmittelbar an der Grenze zur Slowakei, 51 Kilometer nördlich des Komitatssitzes Miskolc, 30,5 Kilometer nordöstlich der Kreisstadt Edelény, am linken Ufer des Flusses Bódva. Der Ort ist Ungarns nördlichste Gemeinde. Nachbargemeinden sind Becskeháza, Bódvalenke, Tornanádaska und Tornaszentjakab. Jenseits der Grenze liegen die slowakischen Orte Hosťovce und Chorváty. Die nächste slowakische Stadt Moldava nad Bodvou befindet sich 12 Kilometer nordöstlich.

## Geschichte
Im Jahr 1907 gab es in der damaligen Kleingemeinde 123 Häuser und 872 Einwohner auf einer Fläche von 2125  Katastraljochen. Sie gehörte zur damaligen Zeit zum Bezirk Torna im Komitat Abaúj-Torna.

## Sehenswürdigkeiten
- Kruzifixe
- Millenniumsplatz
- Nepomuki-Szent-János-Statue, erschaffen 1910
- Papp-Landhaus (Papp-kúria), erbaut 1820
- Reformierte Kirche, erbaut 1794–1797
- Römisch-katholische Kirche Gyümölcsoltó Boldogasszony, erbaut 1777 im barocken Stil
- Römisch-katholische Kapelle Szent Anna, erbaut 1912
- Schloss Gedeon (Gedeon-kastély) erbaut im 18. Jahrhundert im Zopfstil
- Szentháromság-Säule, rekonstruiert von István Kovács
- Traditionelle Wohnhäuser
- Trianon-Gedenkstele
- Weltkriegsdenkmal

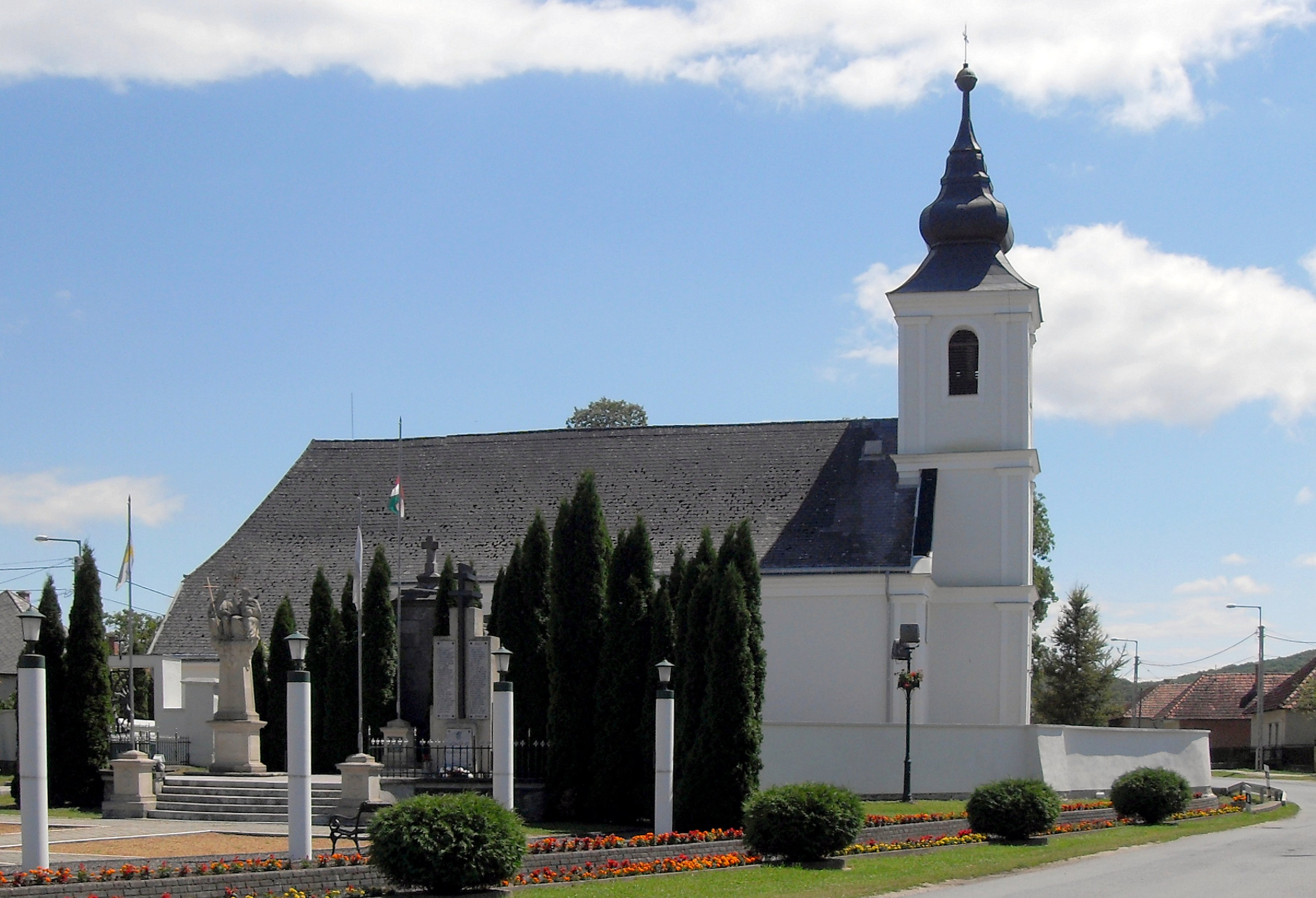
Römisch-katholische Kirche Gyümölcsoltó Boldogasszony
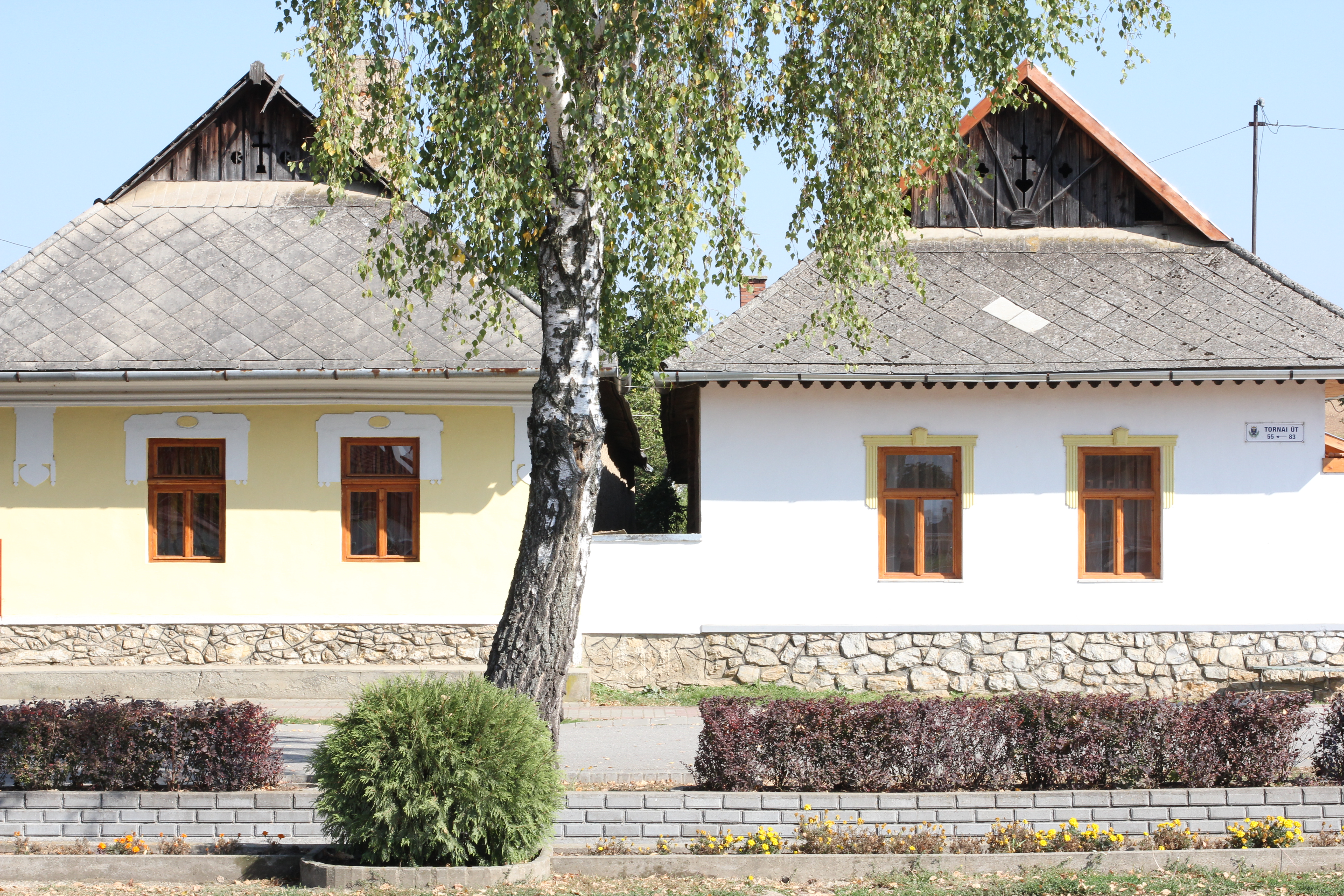
Traditionelle Wohnhäuser
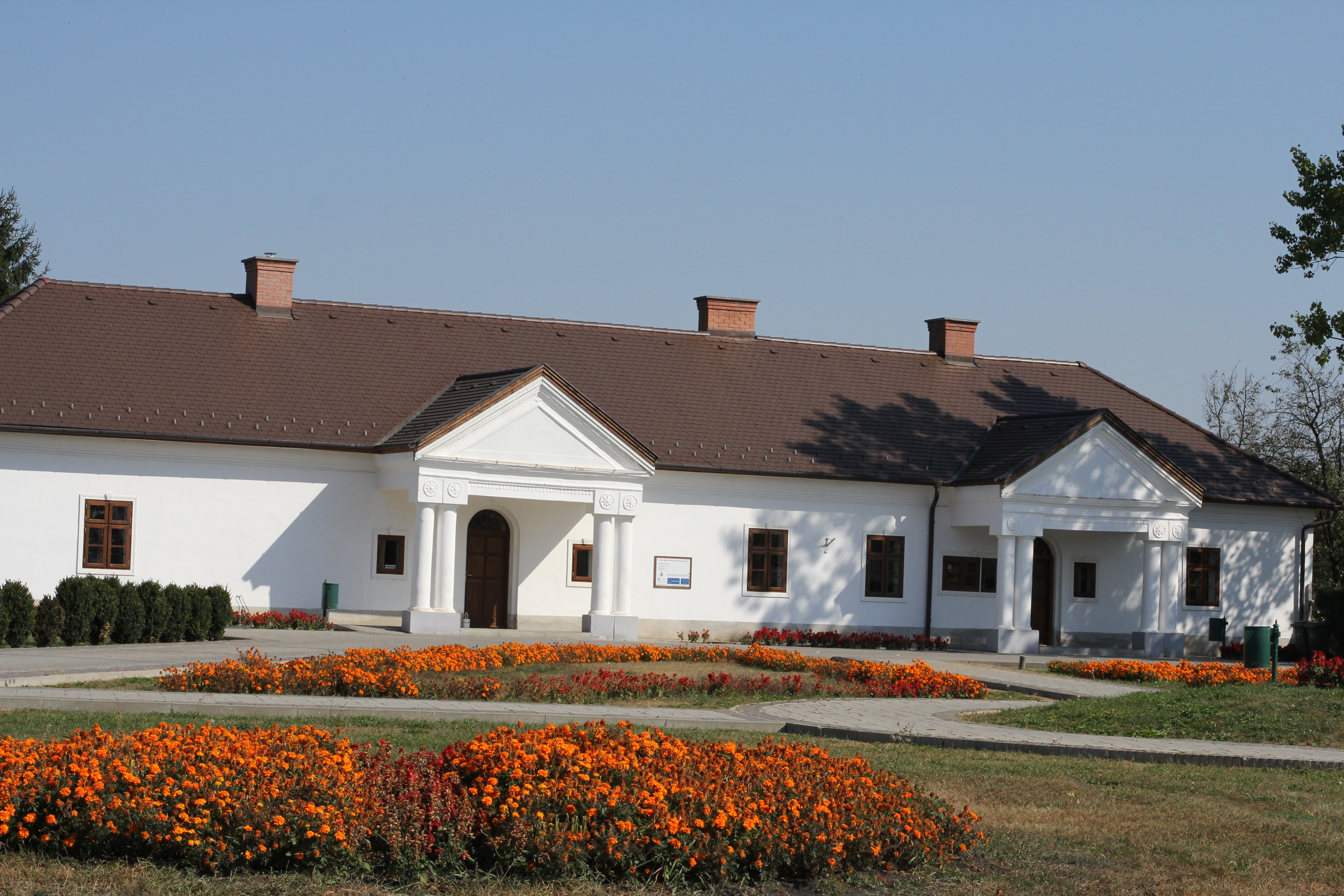
Papp-Landhaus
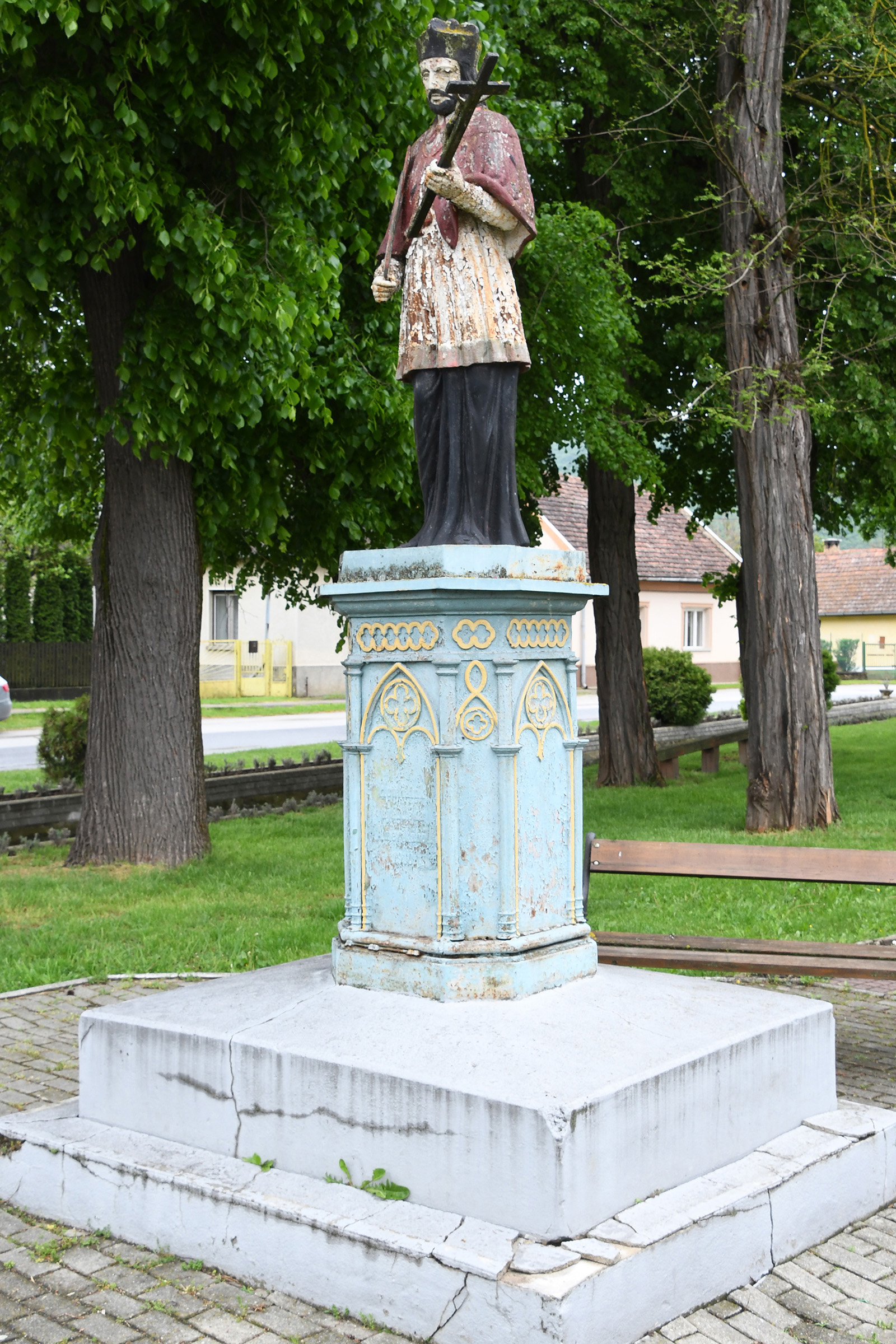
Nepomuki-Szent-János-Statue

## Verkehr
Durch Hidvégardó verläuft die Landstraße Nr. 2614. Es bestehen Busverbindungen nach Tornaszentjakab sowie über Tornanádaska nach Komjáti. Der nächstgelegene Bahnhof befindet sich in Tornanádaska.